# 禹山
32°39′55.93″N 111°44′21.33″E / 32.6655361°N 111.7392583°E
禹山位于河南省邓州市西南部，禹山上有禹王庙，本以祷雨得名，得名雨山，后讹为禹。

## 主要事件

### 禹山之战
蒙古帝国的成吉思汗死后，窝阔台继位，继续执行灭金政策。他亲率大军南下。斡惕赤金那颜率领左路军，从济南进军。拖雷率领右路军从凤翔渡渭水，由宝鸡南下沿汉水而下，到邓州和唐州（今唐河），左右两军对金朝形成包抄之势。
公元1231年末“拖雷”所率的右路军进入邓州境内，在一个月之前金朝已经得知蒙古军由金州向东而来，调金将“完颜合达”移“剌蒲阿军”守邓州，合达以二十万大军分别部署于禹山的山前山后，企图夹击蒙古军。“拖雷”得到金军设伏消息后，决定不从正面攻击，从而避开金军的主力，派骑军迂回至山后，向金军发动了进攻，蒙古军因兵力不足不敌而退，退出禹山约三十里处，又留一部分兵力牵制金军，将其主力分散开，从不同的方向沿邓州至开封方向进攻。

## 相关作品
|                            | 迢递关河古邓州，汤山高并禹山幽。 |
| ——诗名：《无题》—明朝·刘蠮 |                                  |

|                        | 年年欲买远公山，何日移家就此间。 对景方知诗里画，从游偶得醉中闲。 一湾花落桃源渡，半壁天悬到阁关。 试向白云深处坐，懒寻归路不思还。 |
| ——《游禹山》—清朝·廖脄 | |